# دهه ۶۶۰ (میلادی)
دهه ۶۶۰ (میلادی) دهه شصت و ششم تقویم میلادی است.

## رویدادها
- سال ۶۶۸ میلادی : سقوط گوگوریوی بزرگ

## درگذشتگان
‎